# Klimov VK-106
O Klimov M-106 foi um motor V12 aeronáutico a pistão experimental que seria utilizado em aeronaves soviéticas durante a Segunda Guerra Mundial.

## Desenvolvimento
Com o VK-105PF exaurindo o potencial do M-105, a Klimov continou o desenvolvimento em um novo motor, criando o VK-106 a partir de 1941. Uma vez que os combates aéreos na Frente Oriental ocorriam primariamente em baixas altitudes (abaixo de 4 000 m (13 100 ft)), o novo motor foi construído especialmente para dar o melhor desempenho nestas altitudes, com uma menor taxa de compressão e um supercompressor de velocidade única. Os testes estáticos ocorreram de 27 de Outubro a 9 de Novembro de 1942. Apesar de ser confiável e facilmente instalado em aeronaves equipadas com o M-105, o VK-106 não entrou em produção pelo fato de seus problemas de superaquecimento não terem sido resolvidos. Assim como o M-105P, o VK-106P poderia acomodar um canhão automático no "V" entre os cilindros.